# 1979 na literatura

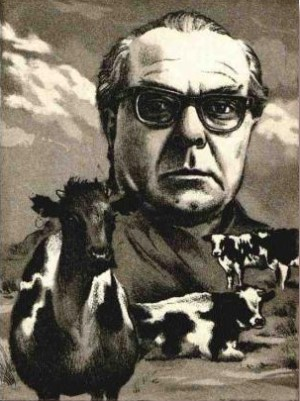
Vacas em meio luto. Gravura do artista alemão Jens Rusch para a história de Arno Schmidt Cows in Half Mourning.

## Eventos
- Zélia Gattai publica Anarquistas Graças a Deus.
- Vonda N. McIntyre conquista o Hugo (romance) com Dreamsnake.
- Primeira publicação do livro "As Seis Lições", do economista Ludwig von Mises.

## Nascimentos
| Data            | Nome                  | Profissão | Nacionalidade | Observações | Ref |
| --------------- | --------------------- | --------- | ------------- | ----------- | --- |
| 24 de fevereiro | Luís Filipe Cristóvão | escritor  | Portugal      |             |     |

## Mortes
| Data           | Nome                                   | Profissão                               | Nacionalidade     | Observações                                         | Ref         |
| -------------- | -------------------------------------- | --------------------------------------- | ----------------- | --------------------------------------------------- | ----------- |
| 20 de janeiro  | Joaquim Azinhal Abelho                 | poeta e cineasta                        | Portugal          | n. 1916                                             |             |
| 11 de março    | António Guedes de Amorim               | escritor e jornalista                   | Portugal          | n. 1901 *Prémio Ricardo Malheiros *Prémio Cervantes | [ 1 ] [ 2 ] |
| 18 de junho    | Procópio Ferreira                      | ator, escritor e diretor teatral        | Brasil            | n. 1898                                             |             |
| 10 de setembro | Agostinho Neto                         | médico, político e escritor             | Portugal (Angola) | n. 1922                                             |             |
| 22 de dezembro | Francisco Cavalcanti Pontes de Miranda | jurista, filósofo, diplomata e escritor | Brasil            | n. 1892                                             |             |

## Prémios literários
- Nobel de Literatura - Odysseus Elytis.
- Prémio Machado de Assis - Gilka Machado